# بولسواو رویا
بولسواو رویا (لهستانی: Bolesław Roja; ۴ آوریل ۱۸۷۶ – ۲۷ مهٔ ۱۹۴۰) سرتیپ هنگ‌های لهستانی در جنگ جهانی اول و سیاستمدار در دوران جمهوری دوم لهستان بود. او در دهه بیست قرن بیستم از مخالفان یوزف پیلسودسکی و رژیم‌اش به نام جنبش بهبود بود. پس از تهاجم آلمان به لهستان در سال ۱۹۳۹ رویا دستگیر و به اردوگاه کار اجباری زاخسنهاوزن منتقل شد که در آنجا کشته شد.

## زندگینامه

### خدمت در ارتش اتریش مجارستان
بولسواو رویا ۸ آوریل ۱۸۷۶ در روستایی نزدیک ژیداشیف در گالیسیای اتریش زاده شد. او به ارتش اتریش-مجارستان پیوست و سال ۱۸۹۹ از دانشکده افسری وین فارغ التحصیل گشت. به دلیل مشکلات جسمی، سال ۱۹۰۵ او را به بخش نیروهای ذخیره منتقل کردند که در آنجا با سازمان اطلاعات ارتش همکاری می‌نمود. در این زمان رویا مشغول به تحصیل پزشکی و حقوق در دانشگاه یاگیلونیا گشت و در کراکوف کارمند دولت بود. 
با آغاز جنگ جهانی اول رویا به هنگ‌های لهستانی پیوست. در ابتدا او از یاران نزدیک پیلسودسکی بود اما متعاقب بحران سوگند هنگ‌های لهستانی را ترک نمود و به ارتش اتریش-مجارستان ملحق شد. در سال ۱۹۱۸ او در گراتس خدمت می‌کرد و چندماه بعد با بازگشت به کراکوف دوباره وارد فعالیت‌های ملی‌پرستانه شد. در اواخر اکتبر رویا محل فرماندهی سابق اتریش در کراکوف را به دست گرفت و در ۱ نوامبر شورای سلطنت (لهستان) جهت تقدیر از زحمات مجدانه او، ضمن ترفیع درجه رویا را به عنوان فرمانده پادگان کراکوف تعیین کرد که به سرعت توسط فرمانده کل قوا مارشال پیسودسکی تایید شد.

### جمهوری دوم لهستان
بین فوریه تا اوت ۱۹۱۹ رویا فرماندهی هنگ دوم لشکر پیاده نظام را به عهده داشت و برای حفظ استقلال و آزادی لهستان در جایی که امروزه بلاروس محسوب می‌شود با ارتش سرخ می‌جنگید. در ۸ اوت واحدهای تحت امرش شهر مینسک را تصرف کردند و پس از آن رویا به فرماندهی پادگان کیلتس منصوب گشت. در مارس ۱۹۲۰ او فرمانده نظامی پومریلیا و در اوت همان سال فرماندهی گروه عملیاتی نارف در جبهه شمالی لهستان را به عهده گرفت. 
رویا به پیروزی لهستان در جنگ با شوروی امید چندانی نداشت و از همین رو در ژوئیه ۱۹۲۰ که واحدهای ارتش سرخ به نزدیکی ورشو رسیدند او ضمن انعقاد پیمان صلحی جداگانه با شوروی قصد داشت در پومریلیا اعلام استقلال نماید. به دلیل ورود در سیاست و شکست خوردن برنامه‌اش او را در اوت ۱۹۲۰ تنزل درجه دادند و از ۲۰ سپتامبر تا سال ۱۹۲۲ به واحدهای ذخیره منتقل گشت.
در دهه ۱۹۲۰ رویا به صورت مداوم پیلسودسکی و دولت جنبش بهبود را نقد می‌کرد. در سال ۱۹۲۸ او به نمایندگی از  حزب دهقانان  وارد مجلس لهستان گشت اما یکسال بعد در ۱۹۲۹ از آن استعفا داد. در اوت ۱۹۳۰ او نامه‌ای سرگشاده خطاب به پیلسودسکی نوشت اما پیش از انکه بتواند آن را انتشار دهد نامه توسط مقامات سانسور توقیف گشت. در سال ۱۹۳۷ ژنرال تادئوس کاشپتسکی دستور داد تا رویا را در بخش روانی بیمارستان نظامی کراکوف بستری کنند.
هنگام تهاجم آلمان به لهستان رویا در جنگ حضور نداشت و در اواخر سال ۱۹۳۹ او در جمع‌آوری کمک‌های خیریه برای صلیب سرخ لهستان کمک کرد. نیروهای آلمانی در مارس ۱۹۴۰ رویا را دستگیر و به زندان پاویاک در ورشو منتقل نمودند. در ماه مه او به اردوگاه کار اجباری زاخسنهاوزن منتقل شد و مدتی بعد در ۲۷ مه ۱۹۴۰ به قتل رسید.